# فالويغ
فالويغ (بالألمانية: Valwig) هي بلدة ألمانية تقع في ألمانيا في راينلند بالاتينات.  يقدر عدد سكانها  5.70 كم2  وترتفع عن سطح البحر 100 متر.